# Pösing
Pösing är en kommun och ort i Landkreis Cham i Regierungsbezirk Oberpfalz i förbundslandet Bayern i Tyskland.
Kommunen ingår i kommunalförbundet Stamsried tillsammans med köpingen Stamsried.